# ʿAbd al-Qādir Badāʾūnī

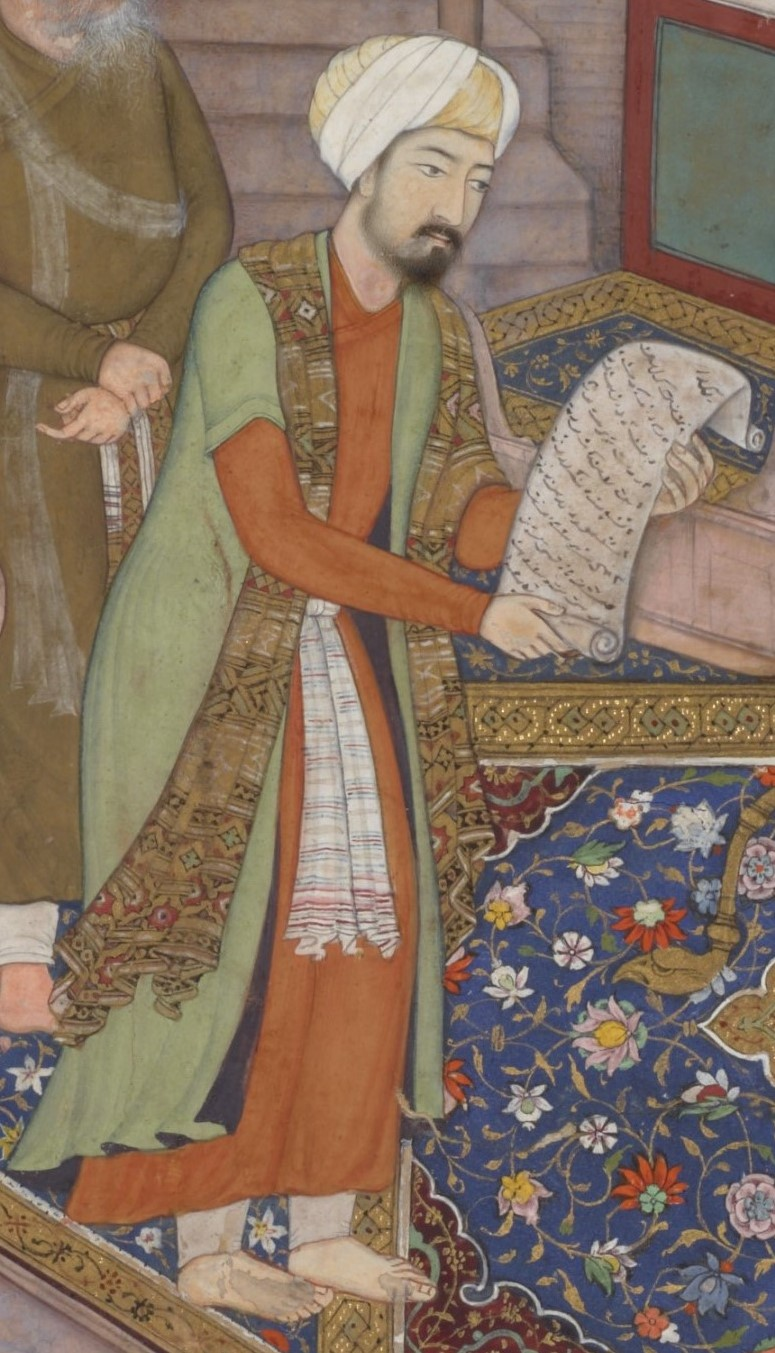
Badāʾūnī überbringt die Nachricht vom Sieg in Haldighat, Juni 1576. Chester-Beatty Akbar-nāma, Bild 158

ʿAbd al-Qādir b. Mulūkschāh Badā'ūnī (persisch عبد القادر بن ملوک شاه بداونی, DMG ʿAbd al-Qādir ibn Mulūkšāh Badāʾūnī), geb. 1540; gest. 1597/98, war ein Geschichtsschreiber, Übersetzer und islamischer Gelehrter am Hof des Mogulherrschers Akbar. Er ist vor allem bekannt als Autor des historischen Werkes Muntaḫab at-tawārīḫ (arab. Erlesenes aus der Geschichte), in dem er unter anderem die Geschehnisse am Mogulhof aus der Warte eines strenggläubigen Muslim schildert und damit ein Gegengewicht zum panegyrischen Akbar-nāma seines Zeitgenossen und ehemaligen Mitschülers Abū 'l-Fazl bildet. Sein Buch wurde erst nach seinem Tod entdeckt und durfte unter Dschahāngīr nicht verkauft werden, weil er Akbar darin der Apostasie beschuldigte. Im Auftrag des Mogulherrschers hat Badāʾūnī mehrere Sanskrit-Werke ins Persische übertragen und war an der Abfassung der umfangreichen Chronik Tarīḫ-i alfī beteiligt.

## Kindheit, Familie und Todesjahr
Badāʾūnī kam am 21. August 1540 (17 Rabiʿ II 947) in Todah zur Welt, einem Ort etwa in der Mitte zwischen Agra und Jaipur. Seine frühe Jugendzeit verbrachte er in Basawar. Sein Vater, Mulukschah b. Hamid, stand, ebenso wie sein Großvater mütterlicherseits, Makhdum Ashraf, im Dienst eines Provinzgouverneurs und beide hatten mit militärischen Angelegenheiten zu tun. Muluk Shah hatte in Sambhal und Bada'un studiert und war Schüler des Gelehrten und Sufis Miyan Hatim Sambhali (gest. 1561/1562), der der Tschischtiyya angehörte. Badāʾūnīs Vater war folglich ein gebildeter Mann. Alle seine Bücher wurden vernichtet, als 1554 die Truppen von Hemu und Ibrahim Chan Sur in der Umgebung von Baiana und Basawar miteinander kämpften. Muluk Shah starb im April 1562 (969) in Agra an einem Leberleiden. ʿAbd al-Qadir ließ den Leichnam des Vaters nach Basawar bringen und dort neben seinen Vorfahren begraben.
ʿAbd al-Qādir hatte, wahrscheinlich durch seinen Vater, Verbindungen nach Bada'un, denn er erwähnt, dass er 1567/68 dort zum zweiten Mal geheiratet hat. Über seine erste Ehe ist nichts bekannt. Er hatte insgesamt drei Söhne, von denen zwei im frühen Kindesalter, in den Jahren 1570 und 1578, verstorben sind. Der dritte Sohn, dem er den Namen Muhi ud-Dīn gab, kam im April 1579 in Basawar zur Welt. Eine Tochter, die etwa 1574 in Bada'un starb, hat er sehr betrauert. Badāʾūnī besaß einen jüngeren Bruder namens Scheich Muhammad, dem er zutiefst zugetan war. Da der Vater bereits verstorben war, sorgte Badāʾūnī im Jahre 1569 für dessen Verheiratung. Der Bruder starb jedoch schon wenige Monate später. Als einziger Sohn seiner Mutter war er nun für ihre Unterstützung verantwortlich und durfte aus diesem Grund nur mit ihrer Erlaubnis an der von Akbar finanzierten Pilgerfahrt teilnehmen, die im September 1577 nach Mekka zog. Zu Badāʾūnīs großem Bedauern hat seine Mutter diese Erlaubnis nicht erteilt. Sie starb im Jahre 1591.
Das Todesjahr Badāʾūnīs wird unterschiedlich angegeben. Dadurch, dass im Muntaḫab at-tawārīḫ die Ermordung des Dichters Zuhuri im Jahre 1615 erwähnt ist, liegt es nahe, seinen Tod nicht vor 1615 anzunehmen. Die Informationen zu Zuhuri wurden aber wahrscheinlich von fremder Hand nachgetragen, denn Badāʾūnī schreibt selbst, dass er sein Werk im Oktober 1595 abgeschlossen hat; kein Text von ihm nach diesem Datum ist bekannt. Ein Schüler ʿAbd al-Qādirs nennt 1595/96 als Todesjahr seines Lehrers. Stephan Conermann schließlich hält die Angabe des Historikers Sahranpuri (gest. 1685), dass ʿAbd al-Qādir 1597/98 verstorben ist, für die maßgebliche.

## Ausbildung

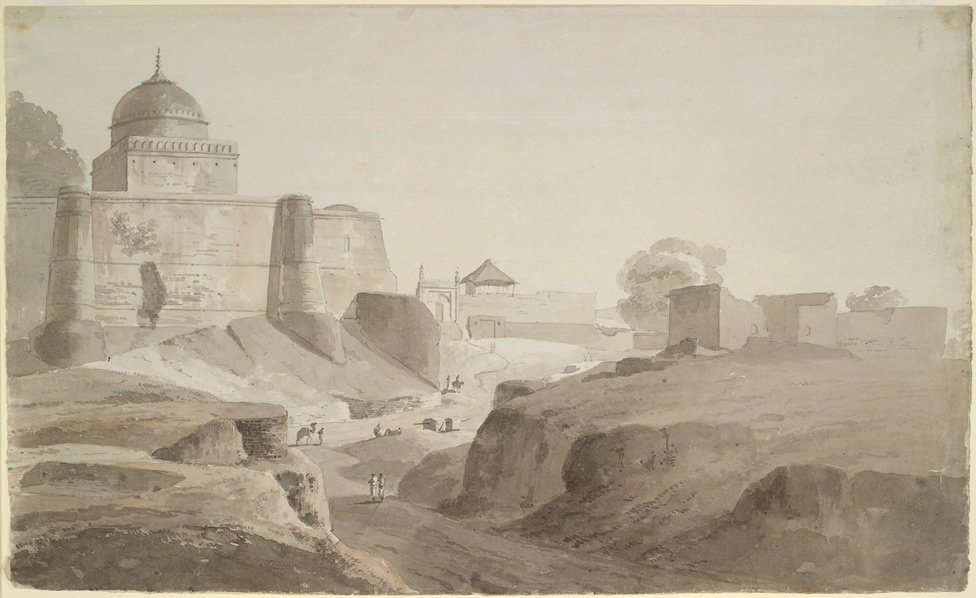
Blick auf die Moschee von Sambhal, Thomas and William Daniell 1789

ʿAbd al-Qadir erhielt seine erste Ausbildung in Basawar durch seinen Großvater mütterlicherseits, Machdum Aschraf. Dieser vermittelte ihm vor allem Kenntnisse in arabischer Grammatik. Im Jahre 1553 brachte Muluk Shah seinen zwölfjährigen Sohn von Basawar in das rund 250 km entfernte Sambhal zu seinem spirituellen Führer Miyan Hatim. Dieser war ein Fachmann in verschiedenen Wissensbereichen, hat Badāʾūnī aber vor allem in hanafitischem Recht (Fiqh) ausgebildet. Eine Zeitlang erhielt er auch Unterricht von Mir Sayyid Muhammad, einem Studienfreund seines Vaters, der später ein hoher Justizbeamter wurde. Von Mir Sayyid Muhammad Makki wurde ʿAbd al-Qādir in die verschiedenen Lesarten des Korans eingeführt und bei Miyan Scheich ʿAbdullah von Bada'un in den Bereichen Kalām und Usūl al-fiqh unterwiesen.

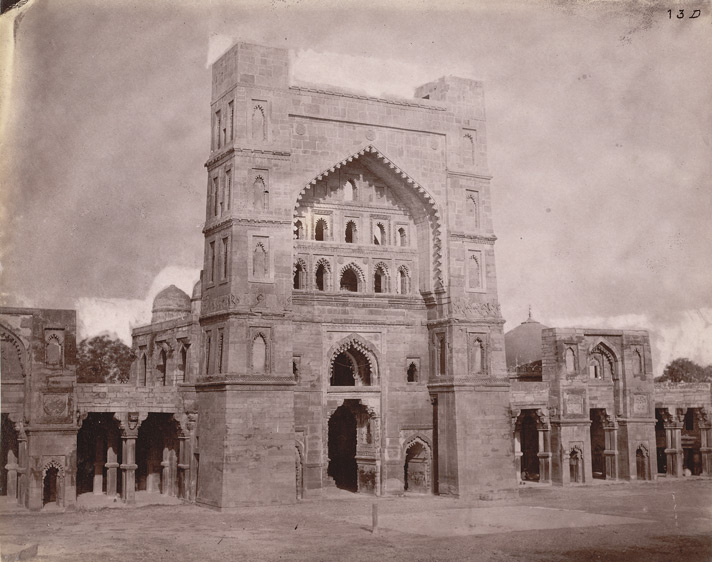
Atala-Moschee, Jaunpur

 Während sich ʿAbd al-Qādir in Sambhal aufhielt, herrschte eine Hungersnot vor allem in den Gebieten von Agra, Baiana und Delhi, bei der Tausende verhungerten. Badāʾūnī beschreibt, dass er selbst Fälle von Kannibalismus beobachtet hat. Trotz der schwierigen wirtschaftlichen Lage konnte er 1558 seine Ausbildung in Agra fortsetzen. Er nahm Unterricht bei Scheich Mubarak Nagori, den er als einen der größten Weisen seiner Zeit bezeichnet, distanzierte sich aber später von ihm, weil er Akbars Loslösung vom Islam unterstützte. ʿAbd al-Qādir Mitschüler waren Mubaraks Söhne Abu 'l-Fazl und Faizi. Außerdem lernte er zusammen mit Mir Ghiyas ud-Din, der später den Beinamen Naqib Chan erhielt, bei dem Rechtsgelehrten Qazi Abu 'l-Maʿali.
Im Jahr 1559 unternahm ʿAbd al-Qādir auch seine erste größere Reise, bei der er Mihr ʿAli Chan Sildoz, in dessen Haus in Agra er wohnte und mit dem er sich angefreundet hatte, nach Chunar begleitete. Er ist beeindruckt von den „Wundern der Welt“, die sie in den Städten auf dem Weg – Kannauj, Lakhnau, Jaunpur und Benares – sehen, und von den berühmten Scheichen und Gelehrten, die sie treffen. Badāʾūnī überliefert in seinem Werk ein Empfehlungsschreiben, das Faizi im Februar 1592 für ihn verfasst hatte. Darin erfährt der Leser, dass ʿAbd al-Qādir „studiert hat, was Mullas in Indien gewöhnlich studieren“. Er habe Geschick in der Dichtkunst und einen guten Stil in der Abfassung arabischer und persischer Texte, besitze Kenntnisse in der Buchhaltung, der indischen Astrologie und sei ein versierter Schachspieler, sowohl in der zweihändigen als auch in der vierhändigen Version.

## Im Dienst von Husain Chan
Nach dem Tod des Vaters im Jahre 1562 ging ʿAbd al-Qādir zunächst nach Bada'un und trat 1565/66 in den Dienst von Muhammad Husain Chan Tukriya, der zu dieser Zeit der dschāgīr-dār von Patiyali war. Er gehörte zu den wichtigen Anführern, die mit Humayun Indien zurückerobert hatten. Dadurch stand er bei Akbar in hohem Ansehen und erhielt einen relativ hohen Mansab von 3000. Badāʾūnī fand viele lobende Worte für Husain Chan, der sich in allem bemühte, dem Vorbild des Propheten Muhammad zu folgen. Mehrfach suchte er bekannte Scheiche auf und nahm ʿAbd al-Qādir dabei mit. Seinen Beinamen „Tukriya“ hatte er erhalten, weil alle Hindus in seinem Einflussgebiet eine gelbe Kennzeichnung aus Stoff (Hindi „tukrā“) an der Schulter tragen sollten, um sie von Muslimen unterscheiden zu können. Diese Bestimmung hatte er aus Ärger erlassen, weil er irrtümlich einen Hindu freundlich begrüßt und sich für ihn von seinem Platz erhoben hatte.
ʿAbd al-Qādir stand im persönlichen Dienst von Husain Chan. Er war, wie er schreibt, nie bei richtigen Kriegszügen dabei, hat ihn aber auf vielen anstrengenden Reisen und zu mehreren kleinen Kämpfen begleitet. Husain Chans Dschagir wurde mehrmals verlegt: 1567/68 von Patiyali nach Lucknow und 1572 nach Kant und Golah in der Nähe von Shahjahanpur. In Kant und Golah wurde ʿAbd al-Qādir zum Sadr der Provinz ernannt. In dieser Funktion war er unter anderem für die Fakire zuständig, die zum Schrein von Schah Madār, dem Gründer der Madariyya, kamen.
Etwa neun Jahre blieb ʿAbd al-Qādir in Husain Chans Diensten und war dort sehr zufrieden. Es kam jedoch zu einem Zwischenfall, aufgrund dessen Husain Chan das Dienstverhältnis nicht weiter verlängern wollte. Badāʾūnī gibt keine nähere Erklärung dazu, sondern berichtet nur, dass er sich mehrfach entschuldigt und selbst seine Mutter Fürsprache für ihn eingelegt habe – aber alles ohne Erfolg.

## Ein folgenreiches amouröses Abenteuer

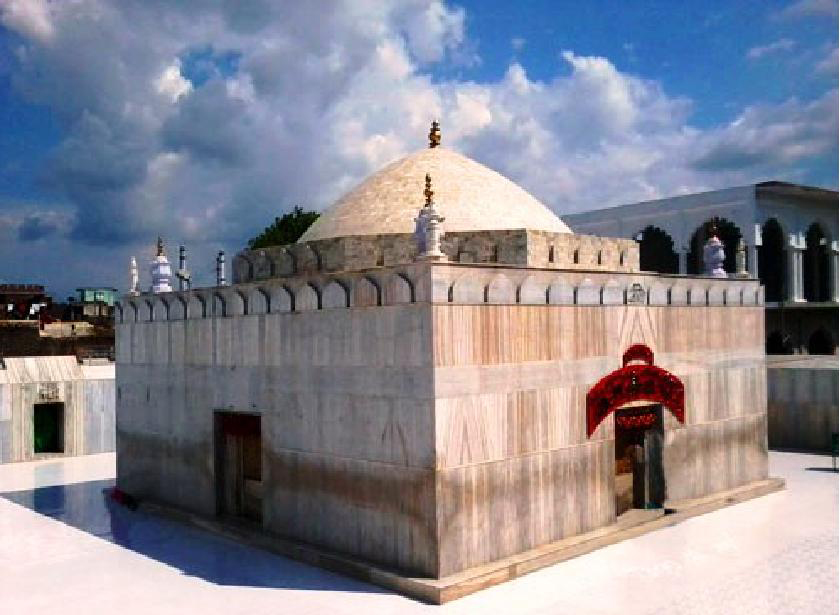
Schrein von Shah Madar

ʿAbd al-Qādir war von Husain Chan im Jahr 1571/1572 als Sadr eingesetzt worden und in dieser Eigenschaft auch am Schrein von Schah Madār tätig. In dieser Zeit ereignete sich „ein schrecklicher Vorfall“, von dem er berichtet:

„Ich, dieser Menschensohn, der die rohe Milch [meiner Mutter] getrunken hat, habe durch die Natur meiner Veranlagung […] absichtlich die Augen meines Verstandes verschlossen und ihm den Namen Liebe gegeben. So wurde ich im Netz der Wollust und Begierde gefangen, und das Geheimnis, das in den alten Schriften des Schicksals enthalten ist, wurde enthüllt, und plötzlich beging ich in diesem Heiligtum (pers. dargāh) ein schreckliches Fehlverhalten. Aber da die Strafe sowie die Barmherzigkeit Gottes (Lob sei Ihm und herrlich ist Seine Majestät!) über mich kamen, erhielt ich Bestrafung für diese Übertretung und Züchtigung für diese Sünde sogar [schon] in dieser Welt, denn Gott gewährte einigen Verwandten des Geliebten, mich zu überwältigen. Von ihnen erlitt ich nacheinander neun Schläge mit dem Säbel an meinem Kopf, meiner Hand und meinem Rücken. Sie alle streiften nur die Haut, bis auf einen Schlag auf den Kopf, der den Knochen [meines Schädels] zerschlug, das Gehirn erreichte und mich als hirnlosen Menschen entlarvte. Eine andere Wunde trennte teilweise die Sehnen meines kleinen Fingers an der linken Hand. Ich verlor das Bewusstsein, unternahm eine Reise in die andere Welt und kehrte wieder zurück.“

Badāʾūnī hatte also offenbar einen Knaben verführt, der so jung war, dass dessen Verwandte den Täter zur Rechenschaft zogen und ihm bei der Bestrafung eine schwere Kopfverletzung zufügten. Im nahegelegenen Bangarmau suchte ʿAbd al-Qādir einen Wundarzt auf, mit dessen Hilfe die Wunde innerhalb kurzer Zeit zu heilen begann, so dass er nach Kant und Golah zu Husain Chan zurückkehren konnte. Dort begann die Schädelverletzung jedoch zu eitern und Badāʾūnī wurde von Husain Chan mit Arzneipflastern und Heilmitteln vom Tamariskenbaum gepflegt. Dennoch war es notwendig, dass ein Arzt in Bada'un die Wunde für eine neue Behandlung öffnete, und ʿAbd al-Qādir fühlte sich an der Schwelle des Todes. Obgleich die Verletzung ihn phasenweise zur Bettruhe zwang, war er dennoch zwischenzeitlich unterwegs. Während eines Aufenthaltes in Bilgram wurde er von dem Sufi-Scheich ʿAbd al-Wahid Bilgrami am Krankenbett besucht. Dessen Besuch sei der erste gewesen, der auf seine Wunden wie Balsam gewirkt habe, denn er sagte: „Diese Wunden sind die Rosen der Liebe.“ Der Scheich betrachtete das Vorkommnis also als ein Zeichen für die Macht der Liebe und sah sich nicht genötigt, Badāʾūnī dafür zu tadeln.

## Am Mogulhof

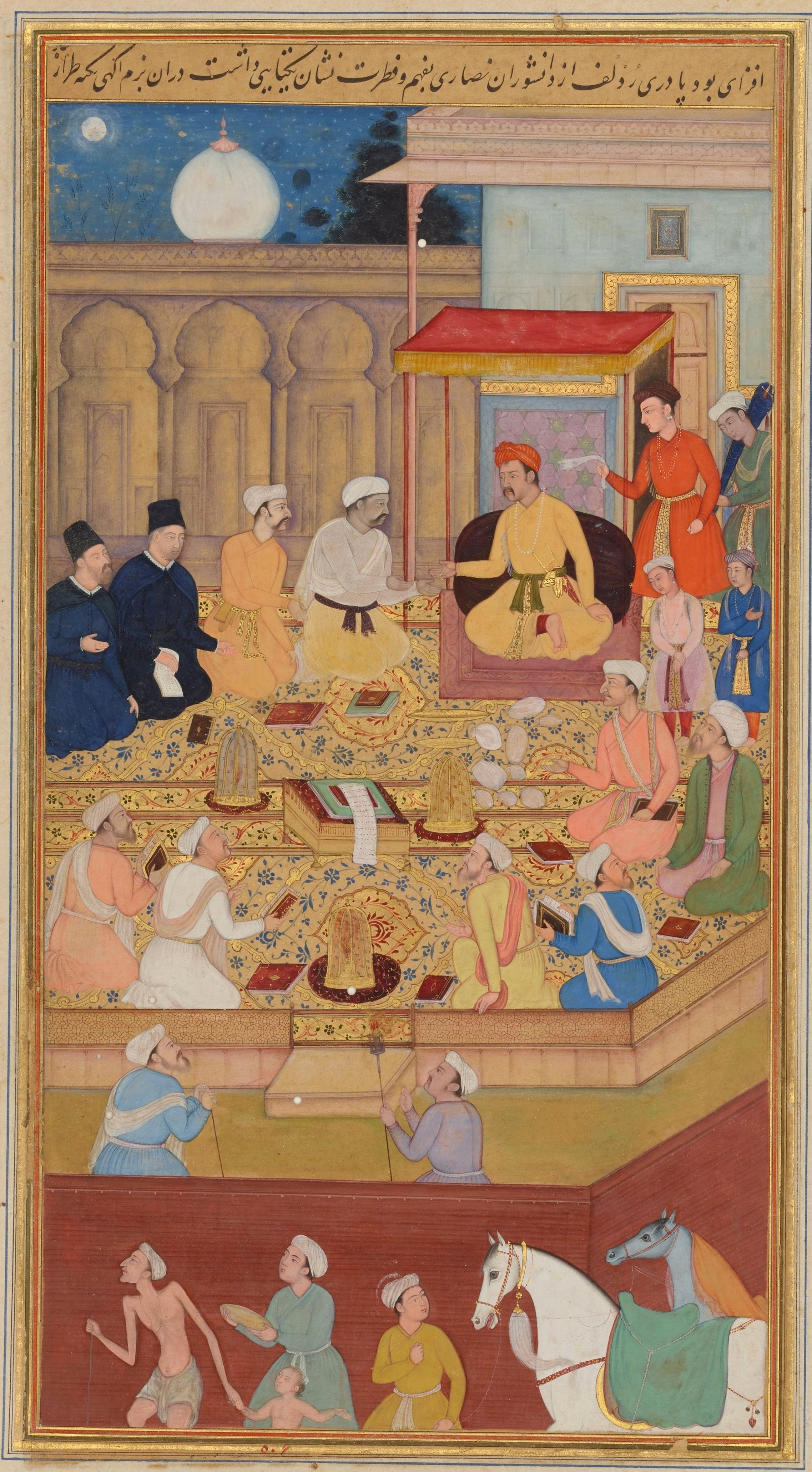
Nächtliche Diskussionsrunde an Akbars Hof, Chester-Beatty Akbar-nāma

Im April 1574 kam ʿAbd al-Qādir über Bada'un nach Agra und wurde von Dschalāl Chān Qurtschī und Hakīm ʿAīn al-Mulk bei Akbar vorgestellt mit den Worten: „Dieser Vortreffliche aus Bada'un (pers. badā'ūnī) ist der Widersacher für Hāddschī Ibrāhīm Sirhindī!“ Hāddschī Ibrāhīm Sirhindī gehörte zu den ständigen Teilnehmern der abendlichen Konversationsrunden, die am Hof abgehalten wurden. Dort wurden häufig religiöse Themen besprochen, wobei einige der Theologen in hohen Ämtern versuchten, ihre Gegner in den Debatten durch besondere Arroganz und Rücksichtslosigkeit zu erniedrigen. ʿAbd al-Qādir sollte nun sogleich teilnehmen und konnte Hāddschī Ibrāhīm und seinen Verbündeten, wie von Akbar gewünscht, Paroli bieten. Badāʾūnī war es auch, der einen Weg fand, Akbars zahlreiche Ehen über die erlaubten vier hinaus zu legalisieren. Als wenig später jedoch Abū 'l-Fazl hinzustieß, wurde Badāʾūnī in den Hintergrund gedrängt.
Abū 'l-Fazl, dessen sprachliches Geschick sich im Akbar-nāma bewundern lässt und der später mit der kaiserlichen Korrespondenz betraut wurde, war persönlich von einigen der hochrangigen Gelehrten bedroht worden. Er nutzte die Gelegenheit, sich für das erlittene Unrecht zu rächen und machte diejenigen, die bislang der Schrecken aller Debatten gewesen waren, nun selbst lächerlich. Badā'ūnī schreibt, dass „er sich ohne zu zögern die Zerstörung ihres guten Rufs (pers. ʿarż) erlaubte, und der Padischah insgeheim erfreut darüber war.“ Auch wenn ʿAbd al-Qādir selbst den Mullas vorwirft, dass „ihr Stolz gewiss dem des Pharao“ ähnelt, beobachtete er das Bemühen Abū 'l-Fazls und seiner Familie, die Vertreter des Islams vorzuführen, mit wachsendem Ärger. Da seine eigenen Fähigkeiten hinter denen Abū 'l-Fazls immer mehr verblassten, schenkte Akbar ihm bald kaum noch Beachtung und Badāʾūnī zog sich zunehmend zurück.

### Bada'uni und das Mansab-System
Weil ʿAbd al-Qādir Badāʾūnī eine schöne Stimme hatte, war er im Januar 1576 von Akbar zum Imam ernannt worden. Er leitete jeden Mittwoch das Gebet. Die Bezahlung für seine Dienste am Hof sollte, wie bei allen militärischen und zivilen Ämtern, gemäß seiner Einordnung in das Mansab-System erfolgen. Als mansab-dār von zwanzig, dem untersten Rang, war er verpflichtet, für den Kriegsfall zwanzig Pferde und Reiter bereitzuhalten. Dazu sollte er als erstes zwanzig Pferde herbeibringen, damit sie ihr Brandzeichen bekommen konnten. Dasselbe galt für Abū 'l-Fazl. Badāʾūnī scheiterte jedoch an dieser Aufgabe und berichtet davon auch in seinem Muntaḫab at-tawārīḫ:

„Er [sc. Abū 'l-Fazl] begann jedoch gleich erfolgreich und arbeitete so tüchtig und effizient, dass er es schaffte, sich selbst zu einem Mansab von 2000 und dem Amt eines Wesir emporzuarbeiten. Während ich, durch meine Unerfahrenheit und Naivität nicht dazu in der Lage war, im Dienst zu bleiben.“

Er hoffte nun, ein Stück Land für seinen Unterhalt zu erhalten, damit er sich „von der Welt zurückziehen und ganz dem Studium und der Frömmigkeit widmen“ konnte. Doch auch das war nicht so einfach möglich. Akbar billigte ihm eine Art Lehen (pers. madad-i maʿāš) von 1000 Bigha zu, etwa 2,5 Quadratkilometer, mit dem Badāʾūnī aber nicht zufrieden war. Seinen Einwand, dass er es sich mit diesem kleinen Lehen nicht leisten könne, immer am Hof anwesend zu sein, ließ der Padischah nicht gelten. Von weiteren Prämien und Geschenken, die Akbar bei dieser Gelegenheit versprach, habe er im Verlauf von 22 Jahren kaum etwas gesehen. Obgleich ihm der Schaich al-Islam, Scheich ʿAbd an-Nabī, versicherte, dass niemand seinesgleichen ein Lehen in dieser Größe bekommen habe, fühlte ʿAbd al-Qādir sich schlecht behandelt.
Badāʾūnī Unzufriedenheit blieb ein ständiger Begleiter. Dadurch, dass er sich nicht in das Mansab-System eingefügt hatte, gab es für ihn keine Aufstiegsmöglichkeiten am Hof. Genau davor hatte ihn sein früherer Lehrer Mīr Sayyid Muhammad bereits bei seinem Eintritt in den Hofdienst gewarnt und ihm geraten, unbedingt in den Mansab-Dienst einzutreten und keinesfalls ein Lehen anzunehmen. „Weil ich diesen Rat nicht befolgt habe, habe ich naturgemäß erfahren, was ich erfahren habe, und gelitten, wie ich gelitten habe.“

### Feldzug gegen Rana Pratap Singh

Chester-Beatty Akbar-nāma Bild 158: Badāʾūnī überbringt Akbar die Nachricht vom Sieg in Haldighat

Der Bericht von ʿAbd al-Qādir über seine Teilnahme an dem Feldzug gegen Rana Pratap Singh offenbart sehr deutlich nicht nur seine eigene ablehnende Haltung gegenüber Hindus, sondern lässt auch ahnen, dass er mit seiner Denkweise nicht allein stand. Als Badāʾūnī im April 1576 Zeuge der Vorbereitungen für den Feldzug gegen Pratap Singh von Mewar wurde, fühlte er „in seinem Herzen den heftigen Wunsch, am heiligen Krieg (pers. ghazā) teilzunehmen“. Nachdem er das Einverständnis zur Teilnahme vom Scheich al-Islam ʿAbd an-Nabī eingeholt hatte, bat er seinen Freund Naqīb Chān um Fürsprache bei Akbar. Naqīb Chān gab zu bedenken, dass er selbst nicht an dem Feldzug teilnehmen wolle, weil ein Hindu, Man Singh Kachhwaha, mit dem Oberbefehl betraut sei. Gleichwohl trug er dem Padischah den Fall vor. Dieser ließ ʿAbd al-Qādir rufen, um ihn nach dem Grund für seinen Wunsch zu fragen. Dieser erklärte:

„‚Ich will diese schwarzen Bärte durch Loyalität [zu Eurer Majestät] rot färben.‘ […] Darauf geruhte er [sc. Akbar] zu sagen: „So Gott der Erhabene will, wirst du die Siegesnachricht bringen.““

Auf dem Weg nach Gogunda, der damaligen Hauptstadt von Mewar, wurden die Mogultruppen am 18. Juni 1576 am Hohlweg von Haldighati von der Armee des Rana angegriffen. Als im Kampfgewirr die Linien von kaiserlichen und feindlichen Rajputen nicht mehr auszumachen waren, fragte Badāʾūnī den mit ihm in der Vorhut reitenden persischen Offizier, wie man nun zwischen verbündeten und feindlichen Rajputen unterscheiden solle. Dieser antwortete, dass es unwesentlich sei, welche Rajputen man töte. Badāʾūnī schoss seine Pfeile daher wahllos in die Menge, weil er der Ansicht war, dass letztlich jeder tote Rajpute ein Gewinn für den Islam sei.
Auch wenn Rana Pratap Singh entkommen konnte, war die Schlacht von Haldighati ein wichtiger Erfolg für die Mogularmee. Wie von Akbar bestimmt, sollte Badāʾūnī ihm die Siegesmeldung überbringen, in der auch sein Name lobend erwähnt wurde. Zusammen mit dreihundert Reitern und Rana Pratap Singhs Lieblingselefant Ram Prasad, der Akbar besonders wichtig war, begab sich ʿAbd al-Qādir auf den Weg nach Fatehpur Sikri. Unterwegs geriet er in große Schwierigkeiten, weil der Elefant im Morast stecken blieb. Dank der Hilfe von Dorfbewohnern gelang es aber, Ram Prasad wieder zu befreien. Am 23. Juni 1576 erreichte Badāʾūnī die Hauptstadt und übergab dem Padischah die offizielle Siegesmeldung und den Elefanten. Diese Szene ist im Chester-Beatty Akbar-nāma auf Bild 158  illustriert worden.

## Heimaturlaub und andere Absenzen
ʿAbd al-Qādir Badāʾūnī war grundsätzlich zur Anwesenheit am Hof verpflichtet, er versuchte aber, so oft wie möglich Urlaub zu bekommen, und verlängerte die ihm zugebilligte Zeit zuweilen gefährlich lang. Als er etwa im Dezember 1577 erfuhr, dass in Basawar ein lang erhoffter Sohn zur Welt gekommen war, erhielt er fünf Monate Urlaub, blieb jedoch ein ganzes Jahr und verspielte damit Akbars Wohlwollen.
Seine häufige Abwesenheit kam erneut im November 1579 zur Sprache, als er infolge einer Neuvergabe der madad-i maʿāš-Lehen vor dem Padischah erscheinen musste. Bei dieser Gelegenheit wurde ʿAbd al-Qādir nochmals daran erinnert, dass diese Landzuweisung seine ständige Präsenz am Hof vorsieht. Akbar bot ihm jedoch an, auf seine Anwesenheit zu verzichten, er könne dann aber nur die Hälfte seiner jetzigen Ländereien behalten. Dagegen erhob Badāʾūnī sogleich Einspruch. Akbar holte die Meinung des obersten Sadr in der Angelegenheit ein und es entspann sich eine Diskussion mit den anderen anwesenden Höflingen, die darauf drängten, dass Badāʾūnī seinen Dienst vor Ort versehen sollte. Dieser willigte am Ende ein und behielt seine 1000 Bigha Land.
ʿAbd al-Qādir war nun zunächst ständig anwesend, hatte sich aber innerlich längst vom Hof verabschiedet. Akbars religiöser Kurs, mit dem er sich immer weiter von den Vorschriften des Islam entfernte, besonders aber die abendlichen Diskussionsrunden, bei denen Abū 'l-Fazl die Vertreter der muslimischen Geistlichkeit an die Wand spielte, bereiteten Badāʾūnī tiefstes Unbehagen. Er zog sich so weit zurück, dass er fast gänzlich aus dem Blick des Padischah verschwand „und alle Freundschaft zu Entfremdung wurde.“ Im Muntaḫab at-tawārīḫ notiert er:

„Ich hielt mich selbst nicht für einen geeigneten Empfänger von Gefälligkeiten, und Seine Majestät nicht für einen geeigneten Gegenstand meines Dienstes, und ich war zufrieden damit:
 Lasst uns alle Zeremonien beiseite lassen,
 du brauchst dich nicht für mich zu erheben und ich werde mich nicht vor dir verbeugen.“

Oder:

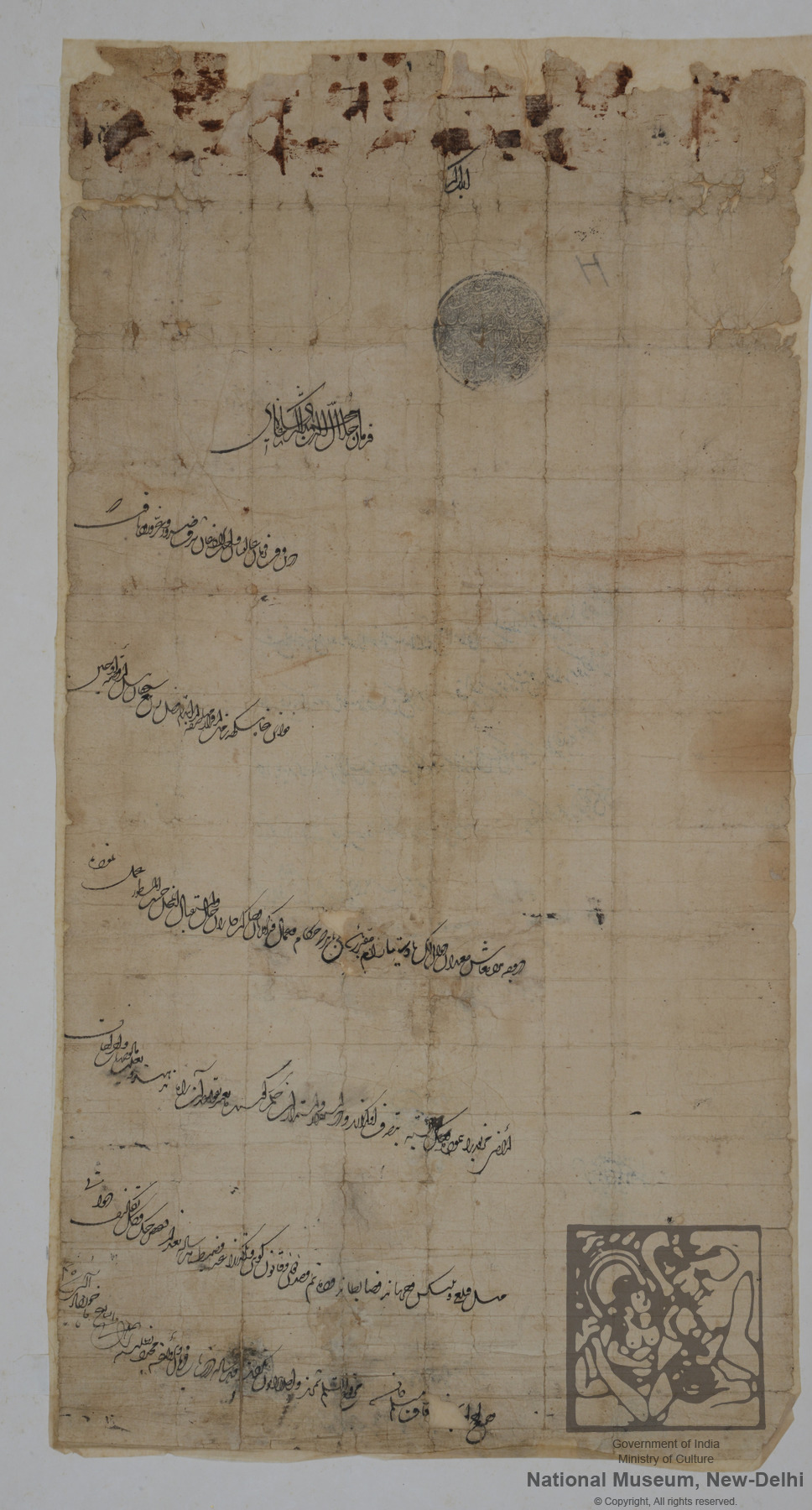
Firman von Akbar, 1601

„Ich sah, dass dein Anblick aus der Ferne angenehmer war,
ich verließ deine Gesellschaft, ich hörte auf, Zuschauer zu sein.“

Als 1579 eine Rebellion in den östlichen Provinzen Bihar und Bengalen ausbrach, riefen die Aufständischen Akbars Halbbruder Mīrzā Muhammad Hakīm zum neuen Herrscher aus. Akbar entsandte ein Heer nach Bihar und zog persönlich nach Kabul, um Mīrzā Hakīm abzusetzen. Badāʾūnī hätte eigentlich den Feldzug begleiten sollen, war aber unterwegs zurückgeblieben, „aufgrund einer starken Herzensbeziehung zu einem gewissen Mazhari, einer der Erscheinungen Gottes (pers. maẓāhir-i ilāhī), und wegen meiner Freiheit und Erlösung, die ein ganzes Jahr lang in Basawar anhielten und mich dabei in viele ungewöhnliche und schwierige Situationen brachten“. Als er Akbar nach dessen Rückkehr in Fatehpur Sikri seine Aufwartung machte, war dieser erstaunt, dass er zurückgeblieben war. Er forderte von dem Beamten für die Vergabe der madad-i maʿāš eine Liste an, auf der die Teilnahme und Nichtteilnahme aller Geistlichen vermerkt sein sollte. Nizām ud-Dīn Ahmad sorgte dafür, dass Badāʾūnī als „krank und zurückgeschickt“ vermerkt wurde.
Von einem weiteren Heimaturlaub berichtet ʿAbd al-Qādir erst wieder im Jahre 1589. Akbar habe sich an ein von ihm übersetztes Buch erinnert und ihm einen Schal aus seiner privaten Garderobe, ein Pferd und Geld geschickt. Außerdem habe er Badāʾūnīs Lehen in vollem Umfang von Basawar nach Bada'un übertragen lassen. Als der Ferman signiert war, bat ʿAbd al-Qādir um ein Jahr Urlaub, das er teils in Basawar, teils in Bada'un verbrachte.
Während die Ereignisse der Jahre 1589 und 1590 für ein gutes Verhältnis zwischen ʿAbd al-Qādir und Akbar sprechen, war das gute Einvernehmen im darauffolgenden Jahr wieder dahin: Etwa Ende Juni 1591 erhielt Mīrzā Nizām ud-Dīn Ahmad fünf Monate Urlaub und bat Akbar, auch Badāʾūnī frei zu geben, weil dessen Mutter gestorben sei. Da er Badāʾūnī erst vor kurzem beurlaubt hatte, gab Akbar die Erlaubnis nur widerwillig und war zudem verstimmt, weil dieser der Aufforderung vom obersten Sadr zur Sadschda (Proskynese) nicht nachkam.
Badāʾūnī begleitete nun Nizām ud-Dīn Ahmad zuerst nach Shamsabad, wurde dort krank und reiste dann weiter nach Badaʾun, wo er von den Verwandten gepflegt wurde. Während er seinen Aufenthalt dort erneut ungebührlich lange ausdehnte, wurde in der kaiserlichen Bibliothek das von ihm übersetzte Ḫirad-afzā (32 Geschichten vom Löwenthron) vermisst, das Salima Sultan Begam zu lesen verlangte. Für das Verschwinden wurde Badāʾūnī verantwortlich gemacht. Akbar zog wegen dieses Ärgernisses das Lehen ein und bestand darauf, dass ʿAbd al-Qādir das Ḫirad-afzā herbeischafft. Was genau mit dem Buch geschehen ist, erklärt Badāʾūnī nicht. Er beklagt sich allerdings, dass Abū 'l-Fazl seine wiederholten Stellungnahmen nicht dem Padischah vorgelegt habe und er sich daher nicht habe verteidigen können.

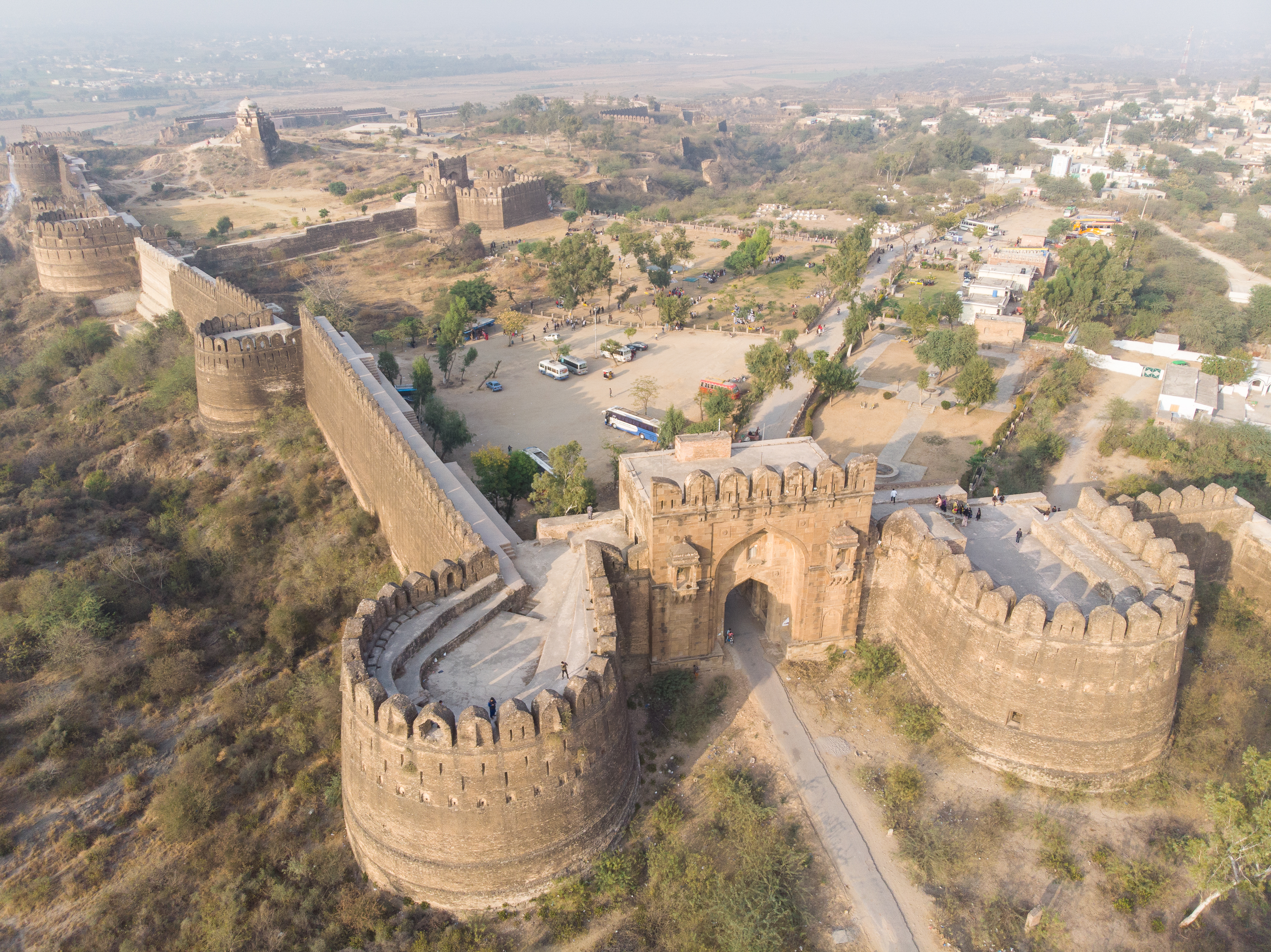
Festung von Rohtas

Der Verlust des Madad-i maʿāsch hätte Badāʾūnī auf einen Schlag mittellos gemacht. Er beeilte sich daher, dem Padischah, der sich mit seinem Hofstaat auf dem Weg nach Kaschmir befand, seine Aufwartung zu machen. Dass er aus Krankheitsgründen fünf Monate abwesend gewesen war, wollte Akbar ihm nicht glauben. Er versagte ihm die Erlaubnis zum kūrniš, bei dem ʿAbd al-Qādir ihm seine Ehrerbietung hätte erweisen können. Diese offizielle Verweigerung des kaiserlichen Gnadenerweises zeigte, dass das Verhältnis zwischen den beiden ernsthaft beschädigt war. ʿAbd al-Qādir blieb nichts anderes übrig, als fünf Monate lang bis zur Rückkehr Akbars im Lager von Prinz Dānyāl in der Festung Rohtas zu warten. Dort bemühte er sich intensiv, seine Position zu verbessern und bat brieflich Abū 'l-Fazls Bruder Faizī um Hilfe, der sich zu dieser Zeit als Gesandter auf dem Dekkan aufhielt. Faizī verfasste tatsächlich ein Bittschreiben für seinen früheren Mitschüler, in dem er vorgab, dessen Verwandte aus Badaʾun seien weinend zu ihm gekommen und hätten von der langen Erkrankung ʿAbd al-Qādirs berichtet. Er porträtiert Badāʾūnī als vielseitig gebildeten und mit zahlreichen Tugenden versehenen Menschen, der Akbar aufrichtig diene und dessen Gnade verdiene. Badāʾūnī pries Faizis Bittschrift (pers. ʿarīża) später als beispielhaft für dieses Genre und hat es in voller Länge in seinem Muntaḫab at-tawārīḫ abgeschrieben.
Faizīs Schreiben kam dennoch nicht zum Einsatz. Nachdem Badāʾūnī fünf Monate im Lager von Prinz Dānyāl in der Festung Rohtas gewartet hatte, bis der Hofstaat aus Kaschmir zurückkam, hatte Nizām ud-Dīn Ahmad bereits ein gutes Wort für ihn eingelegt. Unter Verweis auf dessen angebliche Arbeit am Ǧāmiʿ at-tawārīḫ erwirkte er eine Audienz für den Freund. ʿAbd al-Qādir berichtet erleichtert, dass er dem Padischah wieder gegenübertreten und ein Geschenk machen durfte, und dass „die Wolke der Entfremdung und des Misstrauens“ endlich beseitigt war.

## Übersetzungen aus dem Sanskrit

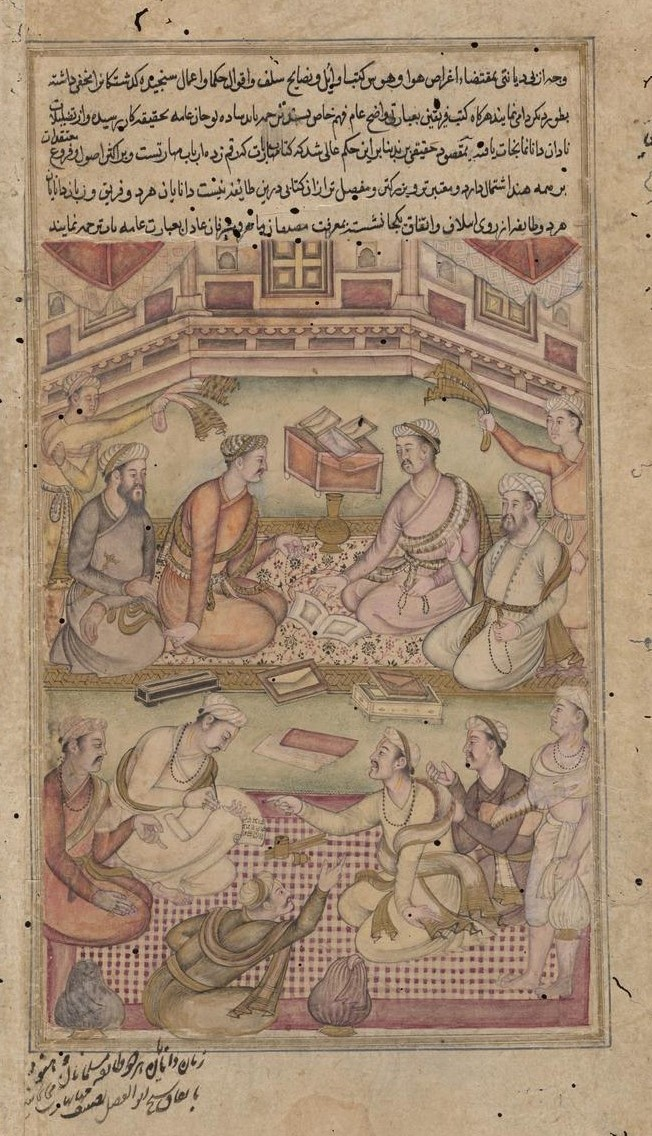
Brahmanen und persische Gelehrte fertigen gemeinsam eine Übersetzung des Mahabharata an.

Akbar hatte sowohl ein politisches, als auch ein persönliches Interesse an der indischen Geisteswelt und ließ deshalb im Verlauf seiner Regierungszeit eine ganze Anzahl von Werken aus dem Sanskrit ins Persische übersetzen und einige davon auch illustrieren. Über die wohlwollende Haltung des Padischahs gegenüber dem „sinnlosen Glauben“ war Badāʾūnī sehr verdrossen:

„Er [sc. Akbar] ordnete die Untersuchung der Lehren der indischen Ungläubigen an, von denen es unzählige und unendliche Gruppierungen (pers. ṭawā'if) gibt, die Bücher ohne Zahl haben und doch nicht zu den Leuten des Buches gehören. Er freute sich [sehr] daran, und Tag um Tag kam eine [neue] Frucht an diesem abscheulichen Baum hervor.“

Es war aber nun gerade ʿAbd al-Qādir, dessen Übersetzungen Akbar besonders schätzte. Von 1574 an erteilte er ihm mehr als zwanzig Jahre lang immer neue Aufträge, die Badāʾūnī ernstlich in Gewissensnot brachten. Er distanziert sich in seinem Werk deshalb immer wieder von den Texten, die er ins Persische übertragen soll, und beschreibt sie als „schwarz wie meine Taten“. Als Buße für die Übersetzungen schrieb er 1594 einen Koran ab, den er dem Schrein von Da'ud Bandagi Kirmani schenkte, auf dass die Schrift ihm ein Freund im Leben und sein Fürsprecher nach dem Tode sei.
Der Begriff „Übersetzung“ ist dabei nicht im heute üblichen Sinne zu verstehen. Weder ʿAbd al-Qādir noch andere persische „Übersetzer“ hatten nennenswerte Kenntnisse im Sanskrit. Ihre Aufgabe bestand vielmehr darin, den Erläuterungen hinduistischer Pandits zum Textverlauf und zu den Fachtermini eine ansprechende sprachliche Form im Persischen zu verleihen. Die Sprache, in der sich alle verständigten, war die Landessprache, in diesem Fall also Hindustani.

### Die 32 Erzählungen vom Löwenthron
Einer der ersten Texte, die ʿAbd al-Qādir übersetzen sollte, war das Simhāsana-dvātrimschatikā (Zweiunddreißig (Erzählungen vom) Löwenthron), das in 32 Geschichten über den mythischen Raja Vikramadit darlegt, wie man sich den vollkommenen Herrscher vorstellte. Akbar händigte ʿAbd al-Qādir den Sanskrittext im Oktober 1574 aus, als sie sich mit dem Heereszug auf dem Weg von Patna nach Agra befanden. Der Padischah wünschte eine Übersetzung (pers. tarǧama) in Prosa und in Versen, von der Badāʾūnī noch am selben Tag eine Seite präsentieren sollte. Ein gelehrter Brahmane wurde ihm zur Seite gestellt, um den Text zu erklären. Aus ungenannten Gründen wurde die Erzählung erst sieben Jahre später fertig. ʿAbd al-Qādir nannte das Werk Nāma-yi Ḫirad-afzā (pers. Buch der geistigen Erholung), ein Name, der, nach dem Abdschad-System aufgeschlüsselt, das Datum seiner Fertigstellung (989 H./1581) enthielt.
Auch wenn das Buch laut Badāʾūnī gnädig angenommen und in die Bibliothek aufgenommen wurde, ist diese Übersetzung nicht mehr erhalten. Verantwortlich dafür ist er möglicherweise selbst. Der genaue Hergang der Geschichte lässt sich nicht rekonstruieren, weil Badā'ūnī nur in Andeutungen schreibt. Der Leser erfährt lediglich, dass eine Gemahlin Akbars die 32 Geschichten vom Löwenthron lesen wollte, das Buch aber aus der Bibliothek verschwunden war. Für den Verlust wurde Badā'ūnī verantwortlich gemacht, der sich zu dieser Zeit, 1591/92, im Heimaturlaub befand und diesen auch noch eigenmächtig um einige Monate verlängert hatte. Aufgrund dieser Ärgernisse zog Akbar, zumindest zeitweise, sein Lehen ein. Da ʿAbd al-Qādir nicht ausdrücklich erklärt, dass er am Verschwinden des Buches unschuldig ist, geht Blochmann davon aus, dass die Vorwürfe berechtigt waren. Akbar hat das Buch später erneut übersetzen lassen.

### Atharvaveda
ʿAbd al-Qādir hatte seine Arbeit an den Geschichten vom Löwenthron kaum begonnen, als er bereits einen zweiten Auftrag erhielt. Diesmal war es seine Aufgabe, den Atharvaveda ins Persische zu übertragen. Akbar war durch einen Brahmanen, der 1575 aus dem Dekkan an den Hof gekommen war, auf dieses Werk aufmerksam geworden. Der Brahmane war zu dem Schluss gekommen, dass der Atharvaveda Hinweise auf den berechtigten Anspruch der muslimischen Glaubenslehren enthielt, hatte sich, zur großen Freude Badāʾūnīs, zum Islam bekehrt und den Namen Scheich Bhavan angenommen. Mit seiner Hilfe sollte Badāʾūnī die Übersetzung des Atharvaveda anfertigen. Es stellte sich jedoch heraus, dass Scheich Bhavan viele schwierige Stellen nicht erklären konnte, so dass die Aufgabe zunächst an Scheich Faizī, dann an Hāddschī Ibrāhīm Sirhindī weitergegeben wurde, aber niemals fertig geworden ist.

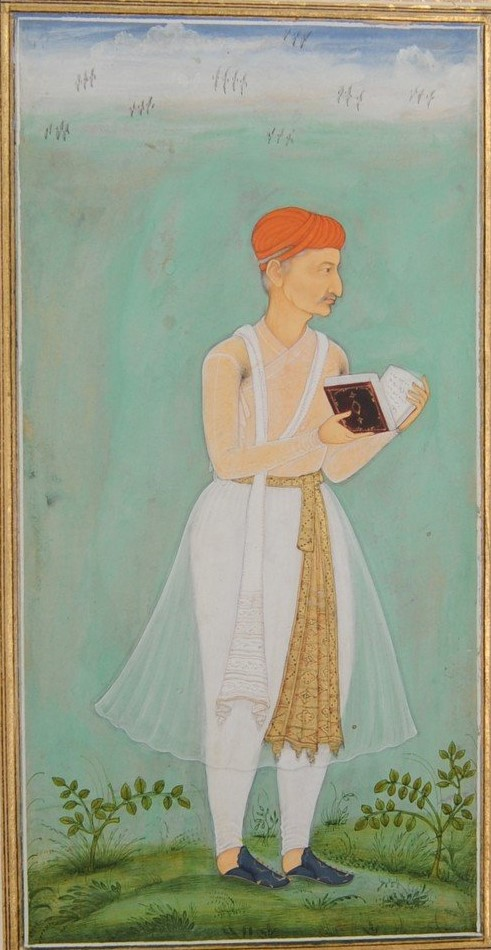
Naqīb Chān

### Mahabharata
Die Arbeiten am Mahabharata begannen 1582. ʿAbd al-Qādir berichtet in aller Ausführlichkeit von Akbars großem Interesse an dem Werk, das aufgrund der schlachtenreichen Haupthandlung als Razm-nāma (pers. Buch des Krieges) bezeichnet wurde:

„[…] und nachdem er [d.h. Akbar] einige gelehrte Hindus versammelt hatte, gab er ihnen Anweisungen, eine Erklärung zum Mahabharata zu schreiben, und einige Nächte lang brachte er höchstpersönlich Naqīb Chān die Bedeutung davon nahe, so dass dieser eine Zusammenfassung davon in Persisch aufschreiben konnte. In der dritten Nacht schickte er nach [mir] und ordnete an, dass ich [das Mahabharata] gemeinsam mit Naqīb Chān übersetzen sollte. In drei oder vier Monaten wurden von 18 Bänden mit lügnerischen Schnörkeleien, über die die 18.000 Welten wohl erstaunt wären, zwei geschrieben.“

Auch wenn Naqīb Chān im Kolophon des persischen Werkes nur sich selbst als Übersetzer und einige Brahmanen als Helfer erwähnt, werden im Ā'īn-i Akbarī neben Naqīb Chān auch Badāʾūnī und Sultan Thanesari genannt. Im März 1595, einige Jahre nach Abschluss der Arbeit am Mahabharata, musste ʿAbd al-Qādir in dieser Sache nochmals Rede und Antwort stehen, weil der Padischah ihn verdächtigte, den übersetzten Text seinen eigenen Vorstellungen gemäß verfälscht zu haben. Akbar begrüßte ihn mit den folgenden Worten:

„Wir haben uns eingebildet, dass der soundso, der aussieht wie ein Bettelmönch (pers. faqīr), ein junger Mann von entrückter sufischer Natur sei, aber er hat sich als ein Rechtsgelehrter (pers. faqīh) herausgestellt, der so fanatisch ist, dass kein Schwert jemals die Halsschlagader seines Eiferertums durchschlagen kann.“

Es ging um eine Passage, in der die Taten eines Verstorbenen durch den Todesengel (qābiż-i arwāḥ) bewertet werden. Seinen guten Werken entsprechend durfte der Verstorbene dann eine Zeitlang im Paradies verbringen und je nach Umfang seiner schlechten Taten auch eine Weile in der Hölle, bevor er auf der Erde wiedergeboren wird. Das klang für Akbar zu sehr nach den im Islam bekannten Todesengeln Munkar und Nakīr, dem jüngsten Gericht und der Auferstehung und nicht nach Seelenwanderung, die er aus der indischen Glaubenswelt kannte. Badāʾūnī schaffte es jedoch, sich zu verteidigen, und erhielt dabei Unterstützung von Abū 'l-Fazl, so dass er das Verhör unbeschadet überstand.

### Ramayana
Im Jahre 992/1584, kurz nachdem seine Übersetzung aus dem Mahabharata abgeschlossen war, erhielt ʿAbd al-Qādir den Auftrag, das Ramayana ins Persische zu übertragen Badāʾūnī war höchst verdrossen darüber und erklärt:

„Und vor diesem schwarzen Buch, das verdorben ist wie das Buch meines Lebens, suche ich Zuflucht zu Gott. Die Übersetzung von Unglaube (pers. kufr) ist kein Unglaube, und ich wiederhole das Glaubensbekenntnis als Abwehr des Unglaubens. Warum sollte ich fürchen, Gott bewahre, dass dieses Manuskript, das ganz in Abneigung und [nur] auf Befehl geschrieben wurde, Fluch mit sich bringt? O Gott! Ich nehme wahrhaft Zuflucht zu Dir davor, Dir irgendetwas beizugesellen.“

Im November 1588 war der Text abgeschlossen. Es handelt sich um die erste Übersetzung des Ramayana ins Persische. Akbar war zufrieden und verlangte von dem Scheich, auch noch ein Vorwort zu schreiben. Zwei Jahre zuvor hatte Abū 'l-Fazl seine Einleitung zum Razm-nāma verfasst, das, anders als gewöhnlich Bücher von muslimischen Autoren, nicht mit dem Lob Allahs und des Propheten einsetzte, sondern mit einer Preisung Ganeshas. ʿAbd al-Qādir ging davon aus, dass das von ihm verlangte Vorwort demselben Muster folgen sollte. Es hätte sich dabei nicht mehr um eine bloße Übersetzung gehandelt, sondern um einen von ihm selbst verfassten Text. Diesen Auftrag wollte er auf keinen Fall ausführen. Da er zu dieser Zeit nicht besonders hoch in der Gunst des Padischah stand, kalkulierte er, dass er nicht viel zu verlieren hat, wenn er den Befehl ignoriert. Seine persische Übersetzung des Ramayana besitzt daher kein Vorwort. 

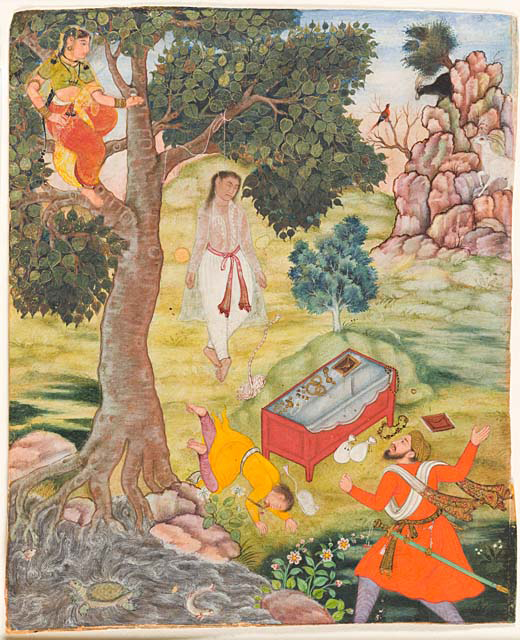
Geschichte der listigen Siddhikari. Kathāsaritsāgara, ca. 1590

### Bahr al-asmār
Im Mai 1595 erhielt Badāʾūnī seinen letzten Übersetzungsauftrag: Er sollte innerhalb von fünf Monaten den abschließenden Band des Kathāsaritsāgara (skr. Ozean der Erzählströme) übersetzen, eine Sammlung von indischen Märchen. In dieser Zeit rief Akbar ihn eines Nachts in sein privates Schlafgemach an das Fußende seines Bettes und wollte bis zum Morgen Geschichten aus diesem Werk hören. Weil ihm ʿAbd al-Qādirs Ausführungen gefallen hatten, sollte er außerdem den ersten Teil des Werkes überarbeiten. Dieser war bereits unter dem kaschmirischen Herrscher Zain ul-ʿAbidin in eine altertümliche Form des Persischen übertragen worden, das Akbar missfiel. Badāʾūnī machte sich sogleich ans Werk und erhielt von Akbar nicht nur viel Aufmerksamkeit, sondern auch 10.000 Tankas in kleinen Münzen und ein Pferd. Er hoffte, die Arbeit innerhalb der nächsten zwei oder drei Monate abzuschließen und dann die Erlaubnis zu erhalten, in die Heimat zurückzukehren – wobei er mit „Heimat“, wie er selbst schreibt, nicht nur seinen Heimatort, sondern auch den Tod meinte. Möglicherweise war ʿAbd al-Qādir erkrankt und ahnte sein nahes Ende. Er hat jedenfalls die Arbeit am Kathāsaritsāgarā nicht mehr vollenden können, denn die heute bekannte Übersetzung mit dem Titel Daryā-yi asmār (pers. Meer der Erzählungen) stammt von Mustafā ibn Chaliqdād al-ʿAbbāsī, der seinen Auftrag etwa zwischen 1595 und 1598 von Akbar bekommen hat. Der Text von Al-ʿAbbāsī reicht nur bis Band 9 von insgesamt 18. Der von Badāʾūnī übertragene letzte Band ist also nicht eingeschlossen, und ob seine Überarbeitung des Anfangsteils in al-ʿAbbāsīs Übersetzung eingeflossen ist, kann heute nicht mehr beantwortet werden.

## Weitere Aufträge am Mogulhof
Neben den Übersetzungen arbeitete ʿAbd al-Qadir zumeist an historischen Werken. Dabei war er teils allein verantwortlich, teils gehörte er einem größeren Team von Gelehrten an.

### Kitāb al-aḥādiṯ
Als der Padischah am 11. September 1578 auf seinem Weg von Ajmer nach Fatehpur Sikri in Todah Station machte, kam ihm Badāʾūnī von Basawar aus entgegen, um seine Aufwartung zu machen. Bei dieser Gelegenheit überreichte er ihm eine Sammlung von 40 Hadithen, Aussprüchen des Propheten Muhammad, die das Verdienst des Krieges und die Löblichkeit des Bogenschießens zum Thema hatten. ʿAbd al-Qādir erwähnt, dass das Buch für die Bibliothek zugelassen wurde, und fügt hinzu: „... und es wurde überhaupt nicht erwähnt, dass ich irgendeine Schuld daran hatte, meine Zusage nicht rechtzeitig einzulösen.“ Daraus lässt sich schließen, dass das Werk schon früher hätte fertig sein sollen und vermutlich im Auftrag Akbars zusammengestellt wurde.

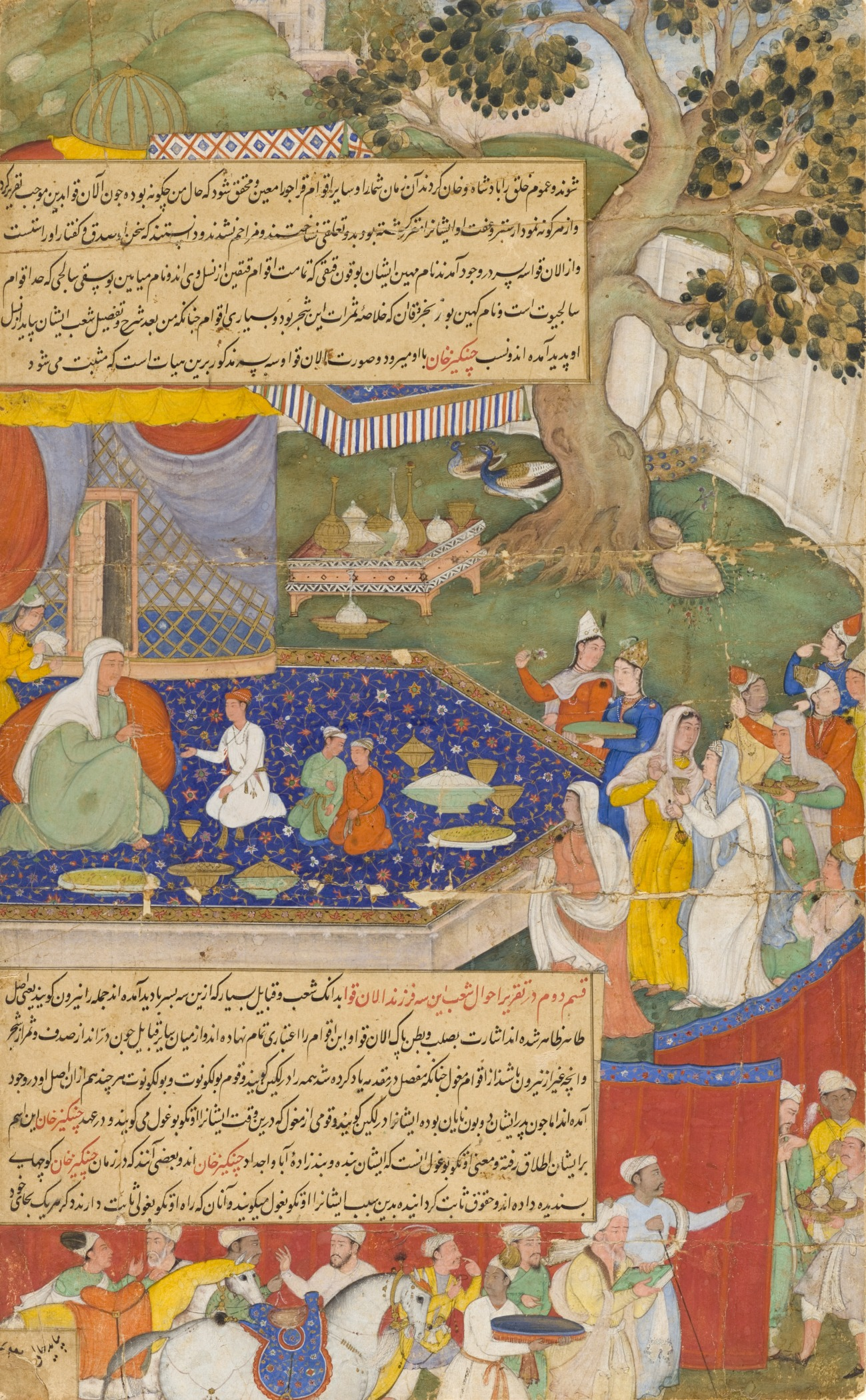
Alanquva und ihre drei Söhne. Illustration im Chingīz-nāma, einer Kurzfassung des Dschāmiʿ at-tawārīch.

### Kurzfassung der Rajatarangini
Nach der Eroberung Kaschmirs 1587 begann Akbar, sich intensiver mit der neuen Provinz des Mogulreiches zu befassen und beauftragte Mullā Schāh Muhammad Schāhabadī mit der Übersetzung der Rājataranginī, einer Geschichte Kaschmirs, ins Persische. 1591 erhielt Badāʾūnī den Auftrag, von Schāhābādis Version eine Kurzfassung in einfachem Stil anzufertigen. Er stellte die Epitome innerhalb von zwei Monaten fertig und schloss seine Arbeit mit eigenen Versen ab, die er im Muntaḫab at-tawārīḫ wiedergibt. Akbar war mit dem Ergebnis zufrieden und das Buch wurde in die kaiserliche Bibliothek aufgenommen.

### Muʿǧam al-buldān
Das arabische Werk Muʿǧam al-buldān (arab. Lexikon der Länder) von Yāqūt ar-Rūmī führt zu den alphabetisch geordneten Orten nicht nur geographische, sondern auch historische und zahlreiche weitere Informationen auf. Akbar hatte etwa 1591 davon erfahren und ordnete sogleich an, das Werk aus dem Arabischen ins Persische zu übersetzen. Badāʾūnī berichtet, dass zehn oder zwölf Gelehrte, darunter er selbst, zusammengerufen wurden, und jeder einen Teil zur Bearbeitung bekam. Er erledigte den Übersetzungsauftrag in einem Monat und überreichte seine Arbeit als erster.

### Kurzfassung desǦāmiʿ at-tawārīḫ
Badāʾūnī hatte Akbar dadurch verstimmt, dass er seinen Heimaturlaub um mehrere Monate überzogen hatte, und war daher nicht zur Audienz zugelassen worden. Um die Gunst des Herrschers zurückzugewinnen, erwähnten Nizām ud-Dīn Ahmad und andere einige Monate später seinen Namen beim Padischah. Als Vorwand diente ihnen ein Hinweis auf Badā'ūnīs Arbeit an einer Übersetzung des Ǧāmiʿ at-tawārīḫ. Akbar gestattete ʿAbd al-Qādir daraufhin im Februar 1592 oder Januar 1593, ihm seine Aufwartung zu machen und gab ihm bei dieser Gelegenheit den Auftrag, eine Epitome des Werkes anzufertigen. Dieser übersetzte vor allem die Stammbäume der abbasidischen Kalifen, der Umayyaden und der Propheten aus dem Arabischen ins Persische und überreichte den Band dann dem Padischah.

### Tarīḫ-i alfī

Tarīḫ-i alfī: Mekka zur Zeit des Kalifen al-Mutawakkil.

Etwa 1582 ordnete Akbar die Abfassung eines umfassenden Geschichtswerks an, in dem sämtliche Herrscher des Islams bis zur gegenwärtigen Zeit beschrieben sein sollten. Es sollte zum Jahr 1000 der Hidschra abgeschlossen sein und erhielt den persischen Namen Tārīḫ-i alfī, was sich als Geschichte des Jahrtausends übersetzen lässt. Sieben Gelehrte wurden damit beauftragt, die Ereignisse der ganzen Welt niederzuschreiben, angefangen vom Tod des Propheten Muhammad bis zu Jahr 1592.
Badāʾūnī erhielt jedes siebente Jahr bis 35 d.H. zugewiesen. Bei seinem Bericht über die Eroberung der Stadt Nisibis mit Hilfe von Skorpionen, die so groß wie Hähne waren, erhob Akbar allerdings Einspruch und wollte nicht glauben, dass diese Erzählung der Wahrheit entspricht. Obgleich Abū'l Fazl und andere Badāʾūnīs Aussage bestätigten, verlangte der Padischah, die Quellen seiner Information aufzudecken. Er ließ die genannten Werke aus der Bibliothek holen und Naqīb Chān reichen, der schließlich die Richtigkeit von Badāʾūnīs Behauptung bestätigte und ihn von dem Vorwurf der Erfindung entlastete.
Ab dem 36. Jahr wurde das Tarīḫ-i alfī zunächst nur von Mullā Ahmad von Thatta, nach dessen Ermordung von Āsaf Chān weitergeführt. Badāʾūnī sollte das dreibändige Werk schließlich zusammen mit Mullā Mustafā Kātib von Lahore kollationieren und überarbeiten. Bei der Präsentation des ersten Bandes erhielt er Akbars Anerkennung. Beim zweiten Band kritisierte der Padischah jedoch den religiösen Eifer an vielen Stellen und befahl eine neuerliche Überarbeitung, zu der Badāʾūnī aber nicht bereit war:

„Im Verlauf eines Jahres hatte ich es ausreichend kollationiert, aber aufgrund des Vorwurfs meines eigenen Eiferertums habe ich, mā šā'a 'llāh, abgesehen von der Verbindung der Jahre, nicht in das Werk eingegriffen und das Original nicht verändert, und den Grund dafür auf meine Gesundheit geschoben.“

Die Überarbeitung des dritten Bandes gab Badāʾūnī an Āsaf Chān ab.

## Eigene Arbeiten ohne Auftrag
ʿAbd al-Qādir Badāʾūnī schrieb unter dem Pseudonym „Qādirī“ Gedichte und Chronogramme, von denen sich zahlreiche in seinem Muntaḫab at-tawārīḫ finden.

### Muntaḫab at-tawārīḫ
Das Muntaḫab at-tawārīḫ (arab. Erlesenes aus der Geschichte) ist ein dreibändiges Werk, das ʿAbd al-Qādir im Geheimen abgefasst hat. Im ersten Band breitet er die Geschichte Indiens von Sebüktigin, dem Gründer der Ghaznaviden-Dynastie in Ost-Afghanisten (gest. 997), bis zum Tode von Akbars Vater Humāyūn aus. Im zweiten Band geht es um die Geschichte Akbars bis zu seinem vierzigsten Regierungsjahr. Der dritte und letzte Band enthält Biographien von Scheichen, Gelehrten, Ärzten und Philosophen, die entweder an Akbars Hof tätig waren, oder Badā'ūnī aus anderen Gründen erwähnenswert scheinen. Am 5. März 1595 vollendete er sein Werk. Insbesondere im zweiten Band beschreibt Badāʾūnī Ereignisse, die er selbst miterlebt hat und bietet einzigartige und ungeschönte Einblicke in das Hofleben. Dschahāngīr untersagte die Verbreitung des Werkes, das etwa zwanzig Jahre nach ʿAbd al-Qādirs Tod entdeckt wurde.

### Naǧāt ar-rašīd
Beim Naǧāt ar-rašīd („Die Rettung des Rechtgeleiteten“) handelt es sich im Wesentlichen um eine theologisch-ethische Abhandlung. In sieben Kapiteln geht es um die verschiedenen Arten der Sünden und ihre teils schwerwiegenden Folgen für die Gläubigen. Nicht zufällig wird gleich im ersten Kapitel die schwerste aller Sünden besprochen, Schirk (Polytheismus), die Badāʾūnī bei seinen Übersetzungen der hinduistischen Epen so sehr fürchtete. Der Autor verweist von einem theologischen Standpunkt aus auf die religiösen und moralischen Probleme am Mogulhof, erwähnt Akbar selbst aber nicht. Mit diesem Buch will er die Muslime wieder auf den Weg der idealen islamischen Gemeinschaft zurückführen.
Der Name Naǧāt ar-Rašīd ergibt nach dem Abdschad-System das Jahr der Abfassung, 999 d. H., das entspricht 1591/92. Badāʾūnī hat das Buch während einer Reise verfasst. Das Konzept dafür stammt von seinem Freund Nizām ud-Dīn Ahmad, dem Autor des Tabaqāt-i Akbarī. Dieser hatte bereits Material dafür gesammelt, den Plan aber aufgegeben. Möglicherweise hatte er Furcht, seine gute Stellung am Mogulhof einzubüßen.

## Badāonī, Badā'ūnī oder Badāyūnī?
Über die Frage, wie ʿAbd al-Qādirs Nisba zu schreiben ist, gab und gibt es verschiedene Ansichten. Im Jahre 1869 wies Heinrich Blochmann in einem Artikel darauf hin, dass er die Schreibung „Badāūnī“ für falsch hält. Es müsse „Badāonī“ lauten, weil es von dem indischen Ortsnamen Badāon, mit kurzem O und finalem nasalen N, abgeleitet sei. Durch Verse im Muntaḫab at-tawārīḫ, die für die Nisba eine Skandierung von kurz-lang-kurz-lang vorgeben, ergebe sich ebenfalls eindeutig die Lesung „Badāonī“. Diese Form verwenden neben Blochmann auch die Übersetzer des Muntaḫab at-tawārīḫ (1884–1925) sowie gegenwärtig Wheeler Thackston, der allerdings, wie üblich für die Transkription vormoderner persischer Texte, das O durch U austauscht.
Über die Frage, ob auch die Schreibung „Badāyūnī“ zulässig ist, gab es in den Jahren von 1924 bis 1926 eine Diskussion im Journal of the Royal Asiatic Society. Dabei kam man mehrheitlich zu dem Schluss, dass diese Form gleichfalls als korrekt einstufen ist.
Auch wenn „Badāyūnī“ heute ebenfalls, besonders von pakistanischen und indischen Autoren, verwendet wird, hat sich im Laufe der Zeit vor allem die Transkription „Badāʾūnī“ durchgesetzt. Diese Schreibung wurde bereits in der ab 1913 in Englisch, Französisch und Deutsch erscheinenden Enzyklopädie des Islam verbreitet, findet sich aber auch in anderen wichtigen Nachschlagewerken, wie zum Beispiel in Storeys Persian Literature (ab 1939) oder der Encyclopædia Iranica. Die Transkription „Badāʾūnī“ nimmt keine Rücksicht mehr auf die ursprüngliche Aussprache mit kurzem O, sondern realisiert das zentrale wāw gemäß den Vorgaben der DMG-Umschrift durch ein langes U.